# Степанян, Сурен Арамович
Сурен Арамович Степанян (3 июля 1937, Тбилиси — 14 марта 2017) — советский волейболист, а затем тренер и арбитр. Заслуженный тренер Грузинской ССР (1972). Арбитр Международной федерации волейбола (с 1990).

## Биография
Родился 3 июля 1937 года в Тбилиси. В 1959 году окончил Грузинский государственный институт физической культуры. Выступая за тбилисские волейбольные клубы: «Локомотив» (1953—1956), «Буревестник» (1957—1960) и «Спартак» (1960—1962). Участник Спартакиады народов ССР 1956 года.
После завершения карьеры игрока занялся тренерской деятельностью, возглавлял мужскую сборную Грузинской ССР, которая принимала участие в Спартакиаде народов СССР 1975 года.
В качестве арбитра обслуживал матчи чемпионатов и Кубка СССР (1961—1991), Спартакиад народов СССР (1963, 1967, 1971, 1979, 1983), чемпионатов России (1992—1994), Олимпийских игр (1980, 1984, 1992), чемпионатов мира (1974, 1978, 1982, 1986, 1990), Кубков мира (1977, 1981, 1985, 1989, 1991), Мировой лиги (1990—1993), а также чемпионатов Европы (1971, 1975, 1977, 1979, 1983, 1985, 1989).
Судья всесоюзной категории (с 1966), судья международной категории (с 1969), арбитр Международной федерации волейбола (с 1990 года). Член арбитражной комиссии Европейской конфедерации волейбола (1993—1997).
Скончался 14 марта 2017 года.

## Награды и звания
- Заслуженный тренер Грузинской ССР (1972)[2]
- Почетный спортивный судья России (26 марта 2012)[2]
- Почетный знак «За заслуги в развитии физической культуры и спорта»[2]
- Почетный знак «За заслуги в развитии Олимпийского движения в России» (1998)[2]
- Почетный знак «За заслуги в развитии волейбола в России» (2004)[2]
- Обладатель «Золотого свистка» Международной федерации волейбола (1992)[2]